# Рудник-над-Санем (гмина)
Рудник-над-Санем (пол. Rudnik nad Sanem) — городско-сельская гмина (волость) в Польше, входит как административная единица в Нисковский повет, Подкарпатское воеводство. Население — 10 305 человек (на 2005 год).

## Демография
| Перепись                       | Всего   | Всего | Женщины | Женщины | Мужчины | Мужчины |
| ------------------------------ | ------- | ----- | ------- | ------- | ------- | ------- |
| Единицы                        | человек | %     | человек | %       | человек | %       |
| Население                      | 10 087  | 100   | 5174    | 51,3    | 4913    | 48,7    |
| Плотность населения (чел./км²) | 128,2   | 128,2 | 65,7    | 65,7    | 62,4    | 62,4    |

## Сельские округа
1. Халупки
2. Копки
3. Пшендзель
4. Пшендзель-Колёня

## Соседние гмины
1. Гмина Ежове
2. Гмина Кшешув
3. Гмина Ниско
4. Гмина Нова-Сажина
5. Гмина Улянув